# Sara Nazarbajeva
Sara Nazarbajeva (Kazahstan, 12. veljače 1941.), prva dama Kazahstana i supruga Nursultana Nazarbajeva, po struci inženjerka ekonomije. 
Za Nazarbajeva se udala nakon mature 1962. godine i rodila mu tri kćeri - Darigu, Dinaru i Aliju. Godine 1997. pokrenula je Nacionalni dječji rehabilitacijski centar i otvorila nekoliko SOS dječjih sela, obiteljskih naselja za napuštenu djecu. Za svoj humanitarni rad s napuštenom djecom nagrađena je od Svjetske zdravstvene organizacije.
Naslov Prve dame Kazahstana nosi od prosinca 1991. godine.